# Uzunlàrovo
Uzunlàrovo (en rus: Узунларово) és un poble de Baixkíria, a Rússia, que en el cens del 2010 tenia 415 habitants. Pertany al districte d'Arkhànguelskoie.